# Keno City

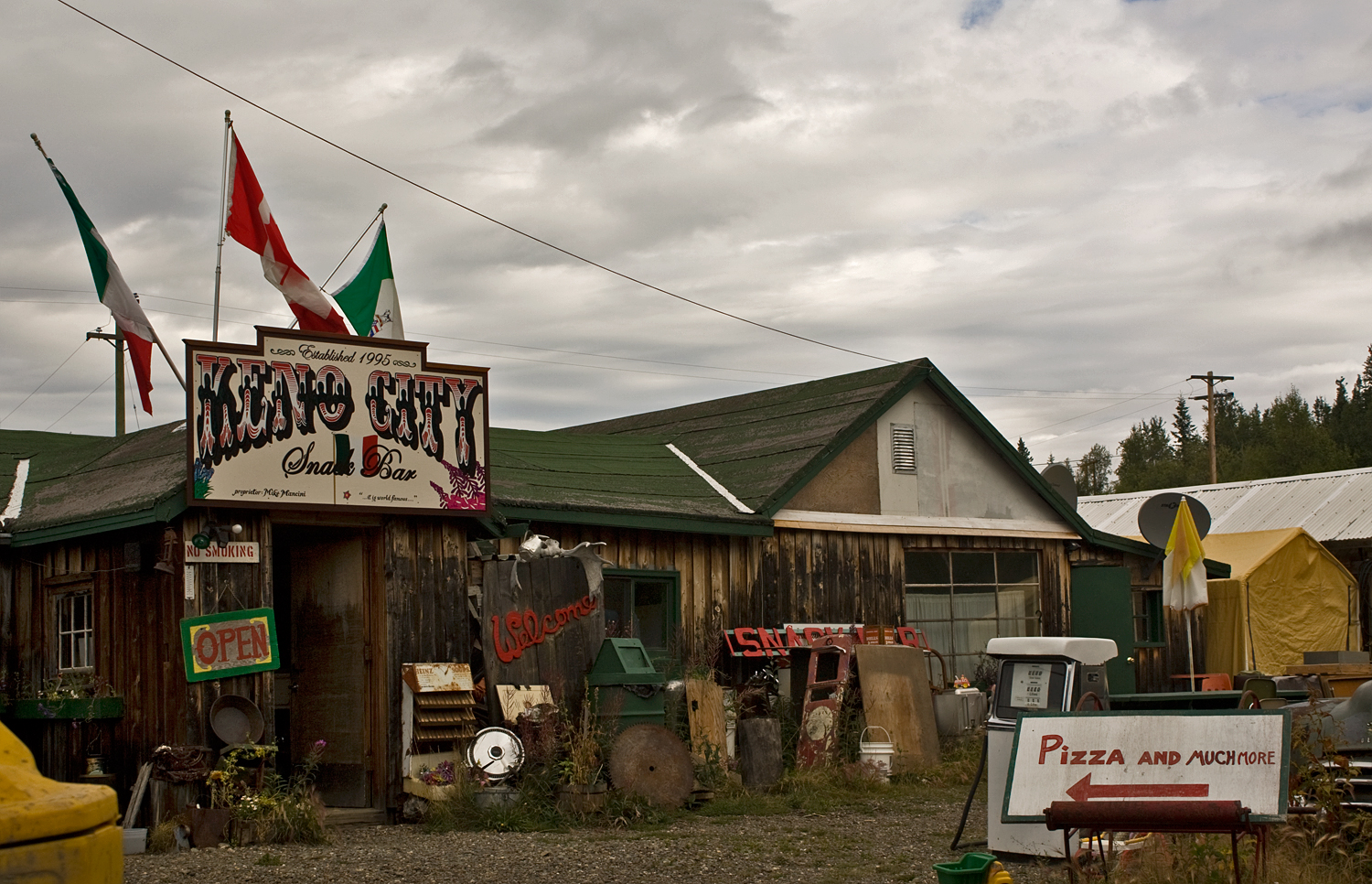
Die einzige Pizzeria und Snack Bar in Keno City

Keno City ist eine sehr kleine Gemeinde im Territorium Yukon am Ende des Silver Trail Highways.
Keno City wurde nach dem Glücksspiel Keno benannt, welches in den Minen Lagern gegen Ende des 20. Jahrhunderts sehr populär war. Die Bevölkerungszahl betrug laut Zensus-Daten im Jahr 2016 und 2021 genau 20. Es liegt etwa 14 Kilometer entfernt von Elsa, das heute eine Geisterstadt ist.
1919 fand John August Komman am Lightning Creek Silber, im selben Jahr fand Louis Bouvette am Keno Hill Silber und Blei (in Form von Galenit). Komman war 1898 mit dem Klondike-Goldrausch in den Norden gekommen und hatte 1908 und 1909 Claims im Gebiet des späteren Keno angemeldet. Die Hölzer von Blockhäusern vom Duncan Creek wurden auseinandergenommen und in Keno wieder aufgebaut. 1920 hatte der Ort bereits ein Hotel, das Keno City Hotel, das 1963 nochmals eröffnet wurde, und betrieben wurde, bis die Mine 1989 geschlossen wurde. Auch entstand das Keno City Café, das 1949 ein Restaurant wurde. 1922 erbaute der Territorial Agent Victor Grant eine Hütte, die Grant Cabin. Frank White, dessen Hütte ebenfalls erhalten ist, arbeitete mit an der Entwicklung des Schaufelraddampfers SS Keno, die heute in Dawson liegt. Sie war flach genug, um auf dem Stewart River fahren zu können und so Keno an den Verkehr anzubinden. Ebenfalls erhalten ist die Hütte von Ernest Joseph Corp, der den Mayo-Distrikt im Yukon Council von 1934 bis 1939 vertrat.
1922 wurden 12.000 Tonnen Silbererz nach Mayo transportiert. Zwischen 1945 und 1989 produzierte die nahe gelegene Mine in Elsa 150 Millionen Unzen Silber, 490 Millionen Pfund Blei und 370 Millionen Pfund Zink. Sie war die größte Silbermine Kanadas.
1923 entstand im Ort eine Station für die Royal Canadian Mounted Police (detachment), das 1937 allerdings nur noch ein sub-detachment war. Das Gebäude besaß zwei Zellen.
Um 1950 kamen einige Prostituierte von Dawson nach Keno, unter ihnen Margaret Vera Dorval, bekannt als „Bombay Peggy“, die ihr Geschäft in der Tolmie Cabin betrieb. Schon in den 40er Jahren verdiente Anne Janice („Alteration Anne“), die aus Whitehorse gekommen war, ihr Geld im selben Gewerbe. Caroline „Ma“ Ericsson führte ein so genanntes boarding house, in dem sie auf Zeit einzelne Räume vermietete. Sie versorgte die Bergleute mit Esswaren.
Ab 1954 besaß die Anglikanische Kirche die All Saints Anglican Church. Bereits 1949 war mit Henk Huijbers ein Mann aus dem niederländischen Widerstand gegen die deutsche Okkupation – er erhielt 1982 eine Auszeichnung vom Niederländischen Parlament – nach Keno gekommen, der die katholische Kirche führte. Diese wurde jedoch Ende der 70er Jahre verkauft.
Heute leben in Keno City wenige Künstler, Bergleute und Rentner.
Touristische Attraktionen sind hier das Keno Mining Museum und der Wegweiser, welcher sich auf dem Gipfel des Keno Hill befindet. In dem Museum wird die Geschichte des Bergbaus am Silver Trail durch eine breite Sammlung von historischen Gegenständen gezeigt.